# Castello di Torre Ratti
Il castello di Torre Ratti si trova nella frazione di Torre Ratti nel comune di Borghetto di Borbera, nella parte bassa della val Borbera, in provincia di Alessandria (Piemonte). La bassa val Borbera ha fatto parte per secoli del Ducato di Milano ed è stata infeudata dalla famiglia tortonese Rati-Opizzoni.

## Storia
Sicuramente il castello esisteva già intorno al 1000 quando arrivò Federico Barbarossa, ma è citato per la prima volta nel 1413 perché il duca di Milano Filippo Maria Visconti aveva richiesto dei lavori di ampliamento per controllare l'estremo confine meridionale del Ducato di Milano con la Repubblica di Genova e i Feudi Imperiali. L'attuale costruzione del castello si sviluppa su diversi periodi (prima del 1413, 1413-1629, 1560 e dopo il 1629.

## Struttura
Oggi l'edificio si presenta come una dimora residenziale fortificata con tratti architettonici tardo-rinascimentali e barocchi.
Nel 1629 venne aggiunto il torrione quadrato e vennero apportati alcuni cambiamenti interni, successivamente vi fu l´ampliamento costruito fra le due torri e l'ala sul lato nord.
Sul camino del castello campeggia il quadro del Doge della Repubblica di Genova Costantino Balbi dipinto da Enrico Weimer nel 1738 e nel "Salone delle specchiere" ci sono due specchiere seicentesche, una con relativa consolle, dello scultore architetto genovese Filippo Parodi.
Il cardinale Achille Ratti, divenuto papa Pio XI, chiese ai Rati-Opizzoni, alla fine del XIX secolo, di poter usare il loro stemma, data l'omonimia, che diviene così lo stemma di papa Ratti, concedendo in cambio il titolo ducale.